# Cíntia Silva dos Santos
Cíntia Silva dos Santos, née le 31 janvier 1975 à Mauá, dans l'État de São Paulo au Brésil, est une joueuse brésilienne de basket-ball. Elle évolue durant sa carrière au poste d'ailière.

## Palmarès
- Finaliste des Jeux olympiques 1996
- 3e des Jeux olympiques 2000
- Championne du monde 1994
- Championne des Amériques 2003